# Porto Alabe (Tresnuraghes)
Porto Alabe, o Marina di Tresnuraghes, è l'unica frazione di Tresnuraghes in provincia di Oristano situata sulla costa occidentale della Sardegna.

## Geografia fisica
Il sobborgo di Porto Alabe è situato a 5 km da Tresnuraghes, a circa 35 m s.l.m., in un tratto di costa aspro e frastagliato. Il territorio intorno è collinare a nord-est e pianeggiante a sud.
Il sobborgo sormonta a picco una spiaggia sabbiosa ed è noto per le frequenti mareggiate che si verificano in inverno, a causa della sua posizione esposta ai venti (zefiro e maestrale).

### Clima
Il clima è temperato e la temperatura media è di 15°C. Il mese più caldo è luglio, con 27 °C, e quello più freddo è gennaio, con 6°C. La piovosità media è di 825 millimetri all'anno e il mese più piovoso è novembre con 147 millimetri di pioggia. Il mese più secco invece è luglio, con 13 millimetri di pioggia.

## Origine del nome
Il nome "Alabe" deriva dal catalano e significa "gabbiano".

## Monumenti e luoghi di interesse

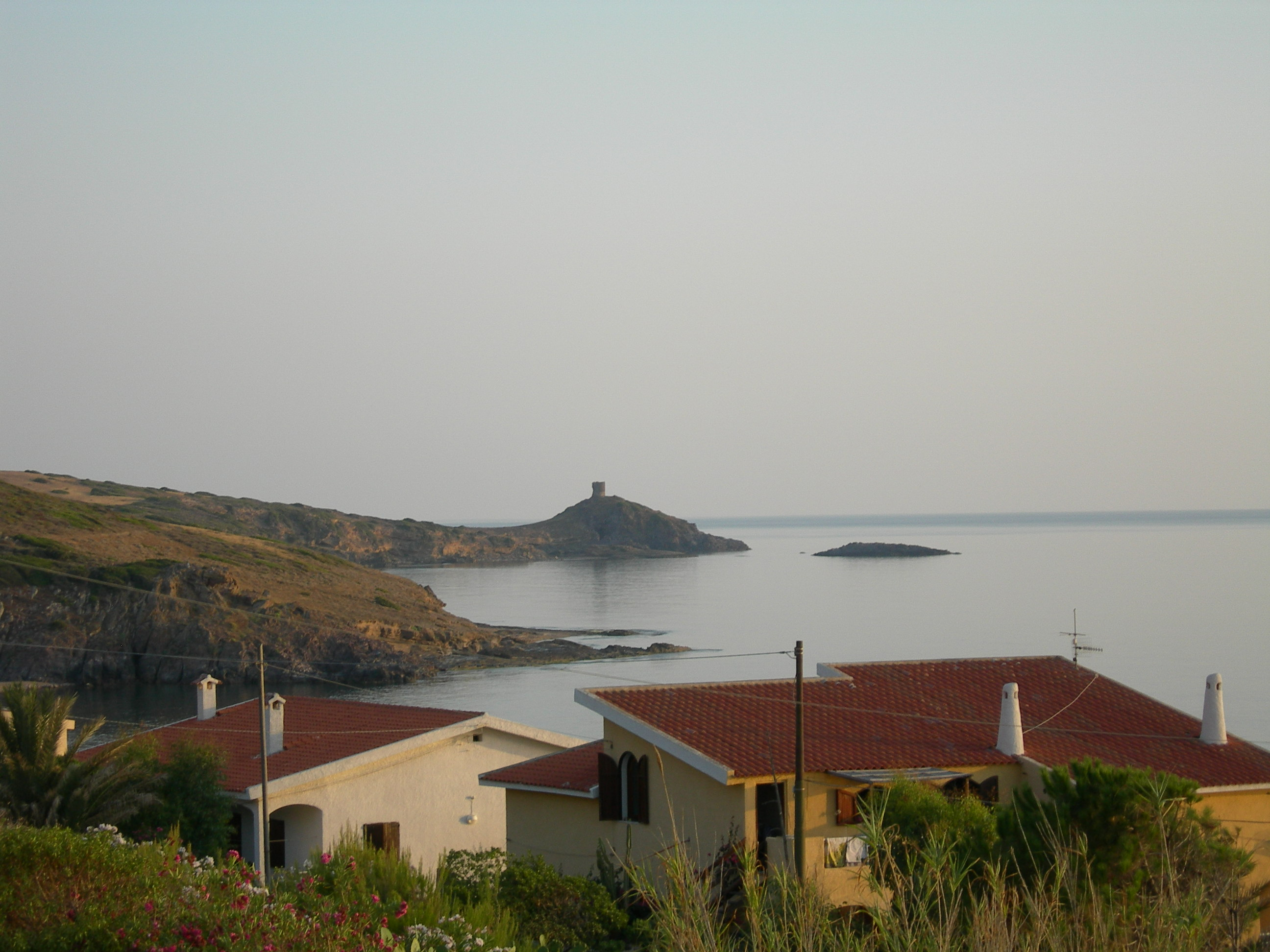
La "Torre di Columbargia" vista da Porto Alabe

- Torre di Columbargia, situata su un promontorio verso sud-est. Avamposto difensivo aragonese a guardia di eventuali assalti pirateschi
- Scogli de sa corona niedda
- Chiesa di Nostra Signora di Bonaria. Chiesa moderna terminata nel 1996.

## Turismo
L'attrazione principale è data dal mare limpido e cristallino, che per la pulizia delle sue acque può fregiarsi annualmente di importanti riconoscimenti, tra cui la menzione fra le spiagge consigliate insieme alla vicina Bosa (detentrice delle 5 Vele) da Legambiente nella sua annuale Guida Blu.